# Super Bowl MVP
Der Super Bowl MVP oder auch Super Bowl Most Valuable Player (deutsch wertvollster Spieler des Super Bowls) ist eine Auszeichnung, die jedes Jahr im Anschluss an den Super Bowl, dem Endspiel der US-amerikanischen National Football League (NFL), vergeben wird. Dabei wird der Spieler ausgewählt, der nach Meinung einer Jury den vermutlich größten Anteil am jeweiligen Spielergebnis hat. Die Jury setzt sich aus Medienvertretern zusammen. Seit einigen Jahren haben auch Zuschauer die Möglichkeit, Einfluss auf die Vergabe zu nehmen. Per Internet-Abstimmung beträgt ihr Gesamtanteil an der Entscheidung 20 %, die restlichen 80 % verbleiben bei den Medienvertretern. Seit 1991 wird die Auszeichnung nach dem ehemaligen NFL-Commissioner Pete Rozelle Pete Rozelle Trophy genannt.
Die Gewinner des MVP-Award kommen fast ausschließlich aus den Reihen der Siegerteams. Chuck Howley ist der einzige MVP von einem unterlegenen Team – die Dallas Cowboys verloren beim Super Bowl V gegen die Baltimore Colts mit 13:16. Es wurden bisher 41 Offensivspieler, aber nur 10 Defensivspieler ausgezeichnet.
Die bisherigen Gewinner der Auszeichnung zeigt die folgende Liste. Der erfolgreichste Spieler ist Tom Brady mit fünf Auszeichnungen. Die Dallas Cowboys, die Pittsburgh Steelers und die New England Patriots  stellten je sechs Mal den MVP.

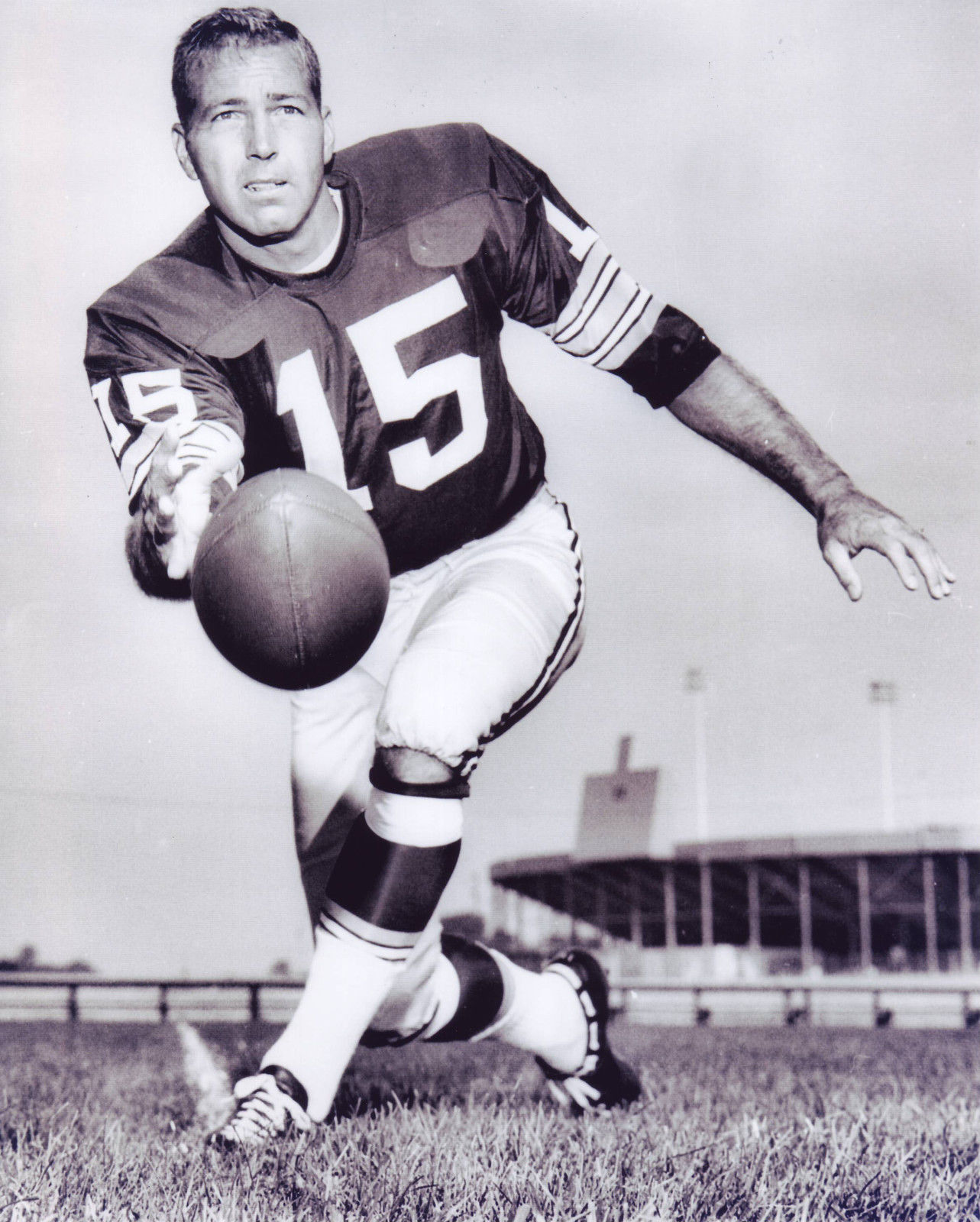
Bart Starr, MVP beim Super Bowl I und II

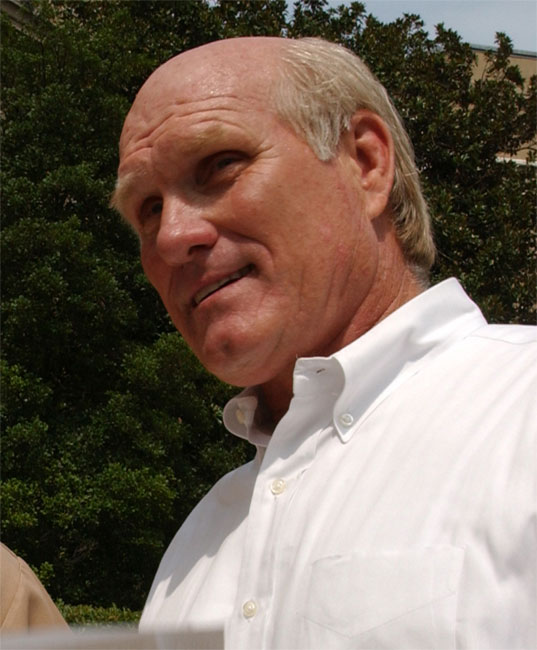
Terry Bradshaw, MVP beim Super Bowl XIII und XIV

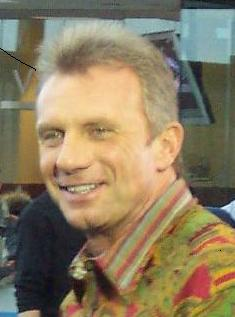
Joe Montana, MVP beim Super Bowl XVI, XIX und XXIV

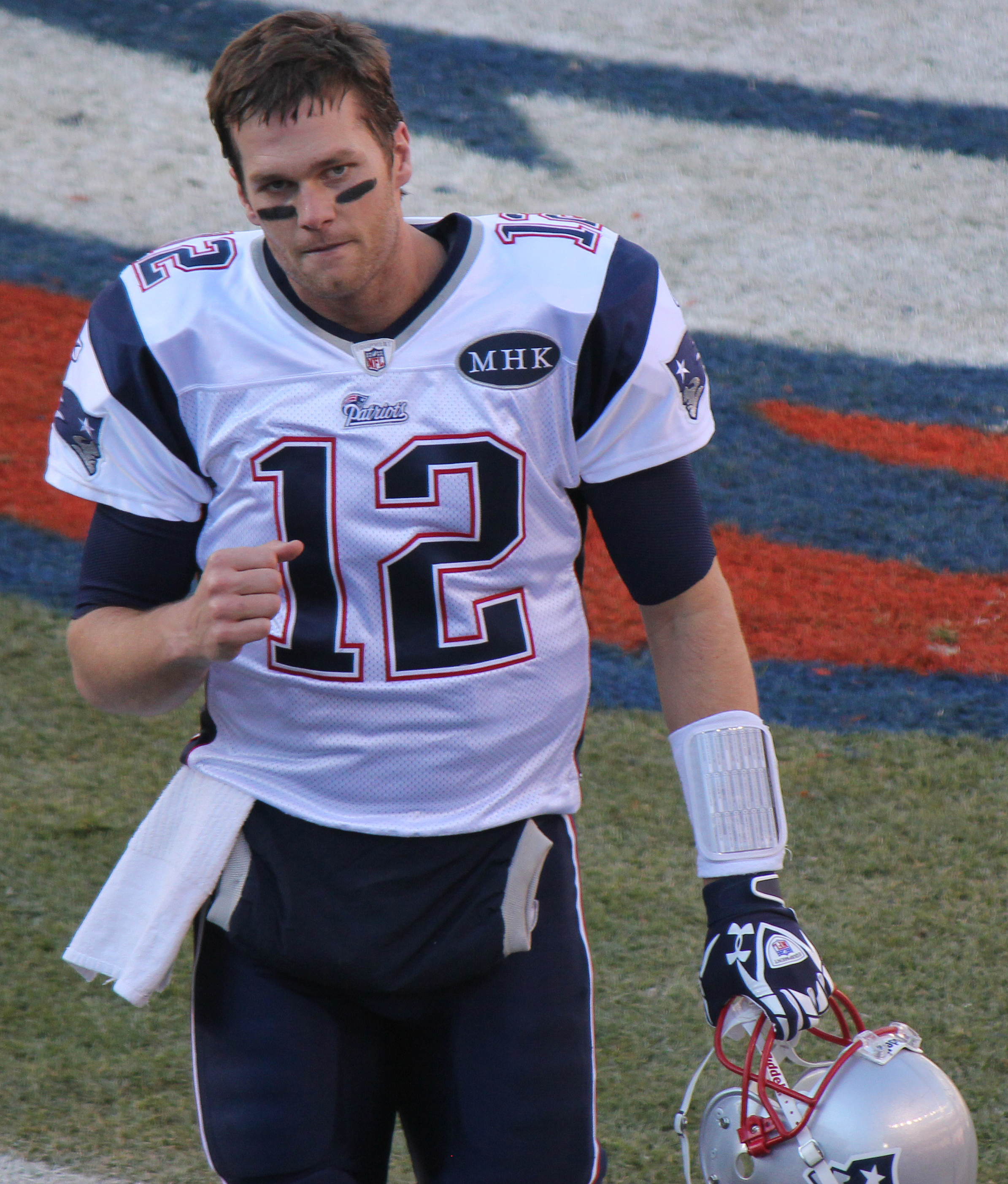
Tom Brady, MVP beim Super Bowl XXXVI, XXXVIII, XLIX, LI und LV

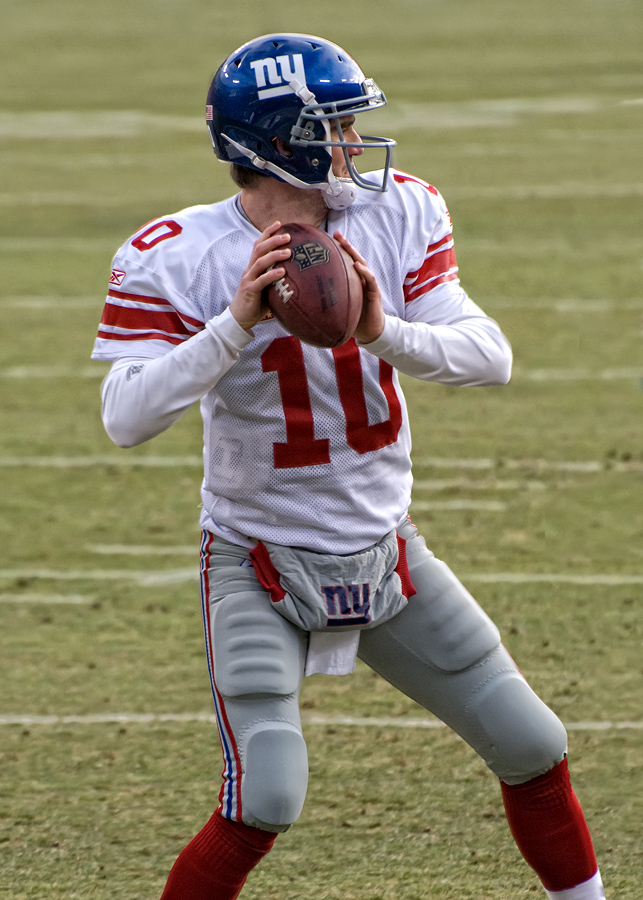
Eli Manning, MVP beim Super Bowl XLII und XLVI

| Jahr | Super Bowl         | MVP                           | Mannschaft           | Position                            |
| ---- | ------------------ | ----------------------------- | -------------------- | ----------------------------------- |
| 1967 | Super Bowl I       | Bart Starr (1)                | Green Bay Packers    | Quarterback                         |
| 1968 | Super Bowl II      | Bart Starr (2)                | Green Bay Packers    | Quarterback                         |
| 1969 | Super Bowl III     | Joe Namath                    | New York Jets        | Quarterback                         |
| 1970 | Super Bowl IV      | Len Dawson                    | Kansas City Chiefs   | Quarterback                         |
| 1971 | Super Bowl V       | Chuck Howley                  | Dallas Cowboys       | Linebacker                          |
| 1972 | Super Bowl VI      | Roger Staubach                | Dallas Cowboys       | Quarterback                         |
| 1973 | Super Bowl VII     | Jake Scott                    | Miami Dolphins       | Safety                              |
| 1974 | Super Bowl VIII    | Larry Csonka                  | Miami Dolphins       | Runningback                         |
| 1975 | Super Bowl IX      | Franco Harris                 | Pittsburgh Steelers  | Runningback                         |
| 1976 | Super Bowl X       | Lynn Swann                    | Pittsburgh Steelers  | Wide Receiver                       |
| 1977 | Super Bowl XI      | Fred Biletnikoff              | Oakland Raiders      | Wide Receiver                       |
| 1978 | Super Bowl XII     | Randy White und Harvey Martin | Dallas Cowboys       | Defensive Tackle bzw. Defensive End |
| 1979 | Super Bowl XIII    | Terry Bradshaw (1)            | Pittsburgh Steelers  | Quarterback                         |
| 1980 | Super Bowl XIV     | Terry Bradshaw (2)            | Pittsburgh Steelers  | Quarterback                         |
| 1981 | Super Bowl XV      | Jim Plunkett                  | Oakland Raiders      | Quarterback                         |
| 1982 | Super Bowl XVI     | Joe Montana (1)               | San Francisco 49ers  | Quarterback                         |
| 1983 | Super Bowl XVII    | John Riggins                  | Washington Redskins  | Runningback                         |
| 1984 | Super Bowl XVIII   | Marcus Allen                  | Los Angeles Raiders  | Runningback                         |
| 1985 | Super Bowl XIX     | Joe Montana (2)               | San Francisco 49ers  | Quarterback                         |
| 1986 | Super Bowl XX      | Richard Dent                  | Chicago Bears        | Defensive End                       |
| 1987 | Super Bowl XXI     | Phil Simms                    | New York Giants      | Quarterback                         |
| 1988 | Super Bowl XXII    | Doug Williams                 | Washington Redskins  | Quarterback                         |
| 1989 | Super Bowl XXIII   | Jerry Rice                    | San Francisco 49ers  | Wide Receiver                       |
| 1990 | Super Bowl XXIV    | Joe Montana (3)               | San Francisco 49ers  | Quarterback                         |
| 1991 | Super Bowl XXV     | Ottis Anderson                | New York Giants      | Runningback                         |
| 1992 | Super Bowl XXVI    | Mark Rypien                   | Washington Redskins  | Quarterback                         |
| 1993 | Super Bowl XXVII   | Troy Aikman                   | Dallas Cowboys       | Quarterback                         |
| 1994 | Super Bowl XXVIII  | Emmitt Smith                  | Dallas Cowboys       | Runningback                         |
| 1995 | Super Bowl XXIX    | Steve Young                   | San Francisco 49ers  | Quarterback                         |
| 1996 | Super Bowl XXX     | Larry Brown                   | Dallas Cowboys       | Cornerback                          |
| 1997 | Super Bowl XXXI    | Desmond Howard                | Green Bay Packers    | Wide Receiver/Kick Returner         |
| 1998 | Super Bowl XXXII   | Terrell Davis                 | Denver Broncos       | Runningback                         |
| 1999 | Super Bowl XXXIII  | John Elway                    | Denver Broncos       | Quarterback                         |
| 2000 | Super Bowl XXXIV   | Kurt Warner                   | St. Louis Rams       | Quarterback                         |
| 2001 | Super Bowl XXXV    | Ray Lewis                     | Baltimore Ravens     | Linebacker                          |
| 2002 | Super Bowl XXXVI   | Tom Brady (1)                 | New England Patriots | Quarterback                         |
| 2003 | Super Bowl XXXVII  | Dexter Jackson                | Tampa Bay Buccaneers | Safety                              |
| 2004 | Super Bowl XXXVIII | Tom Brady (2)                 | New England Patriots | Quarterback                         |
| 2005 | Super Bowl XXXIX   | Deion Branch                  | New England Patriots | Wide Receiver                       |
| 2006 | Super Bowl XL      | Hines Ward                    | Pittsburgh Steelers  | Wide Receiver                       |
| 2007 | Super Bowl XLI     | Peyton Manning                | Indianapolis Colts   | Quarterback                         |
| 2008 | Super Bowl XLII    | Eli Manning (1)               | New York Giants      | Quarterback                         |
| 2009 | Super Bowl XLIII   | Santonio Holmes               | Pittsburgh Steelers  | Wide Receiver                       |
| 2010 | Super Bowl XLIV    | Drew Brees                    | New Orleans Saints   | Quarterback                         |
| 2011 | Super Bowl XLV     | Aaron Rodgers                 | Green Bay Packers    | Quarterback                         |
| 2012 | Super Bowl XLVI    | Eli Manning (2)               | New York Giants      | Quarterback                         |
| 2013 | Super Bowl XLVII   | Joe Flacco                    | Baltimore Ravens     | Quarterback                         |
| 2014 | Super Bowl XLVIII  | Malcolm Smith                 | Seattle Seahawks     | Linebacker                          |
| 2015 | Super Bowl XLIX    | Tom Brady (3)                 | New England Patriots | Quarterback                         |
| 2016 | Super Bowl 50      | Von Miller                    | Denver Broncos       | Linebacker                          |
| 2017 | Super Bowl LI      | Tom Brady (4)                 | New England Patriots | Quarterback                         |
| 2018 | Super Bowl LII     | Nick Foles                    | Philadelphia Eagles  | Quarterback                         |
| 2019 | Super Bowl LIII    | Julian Edelman                | New England Patriots | Wide Receiver                       |
| 2020 | Super Bowl LIV     | Patrick Mahomes (1)           | Kansas City Chiefs   | Quarterback                         |
| 2021 | Super Bowl LV      | Tom Brady (5)                 | Tampa Bay Buccaneers | Quarterback                         |
| 2022 | Super Bowl LVI     | Cooper Kupp                   | Los Angeles Rams     | Wide Receiver                       |
| 2023 | Super Bowl LVII    | Patrick Mahomes (2)           | Kansas City Chiefs   | Quarterback                         |
| 2024 | Super Bowl LVIII   | Patrick Mahomes (3)           | Kansas City Chiefs   | Quarterback                         |
| 2025 | Super Bowl LIX     | Jalen Hurts                   | Philadelphia Eagles  | Quarterback                         |